# David Delgado Jiménez
David Delgado Jiménez, né le 28 novembre 1972, est un homme politique espagnol membre du Parti socialiste ouvrier espagnol (PSOE).

## Biographie

### Vie privée
Il est marié et père de deux filles.

### Activités politiques
Il est conseiller municipal de Torreperogil à partir de 2003 et premier adjoint au maire à partir de 2015.
Le 20 décembre 2015, il est élu sénateur pour Jaén au Sénat et réélu en 2016.